# 沈阳理工大学兵器博物馆
沈阳理工大学兵器博物馆是一家位于沈阳的兵器主题博物馆，是中国东北地区唯一的高校武器学博物馆，也是仅次于中国人民革命军事博物馆之外全国规模第二大的兵器博物馆。

## 历史
2007年5月建成开馆，位于沈阳市浑南区南屏中路6号沈阳理工大学内，占地面积5,000平方米，总建筑面积10,000平方米。由外馆、内馆两部分组成，馆藏兵器430种，近1,000套件。镇馆之宝是人造卫星东方红一号的备用卫星。

## 展馆开放时间
展馆实行免费开放，游客需在开放日前一日的早9:00后至展馆官方微信公众号“沈阳理工大学兵器博物馆”按照指引进行实名预约，并于展馆开放日凭预约凭证及身份证进入沈阳理工大学及入馆参观。
开放时间：每月第三个星期六9:00-15:00（节假日及寒暑假不开放），如参观日学校有国家级考试安排（如大学英语四六级考试），开馆时间可能会进行调整。

## 交通
- 地铁：沈阳地铁10号线理工大学站C出入口，出站后沿汇泉东路前往沈阳理工大学北门进入学校（距离约1.3公里）。
- 公交：105路/152路“嘉华学校”车站下车右转可到达沈阳理工大学北门；124路/276路/V107路“沈阳理工大学/理工大学地铁站”车站下车后，沿汇泉东路前往沈阳理工大学北门进入学校（距离约1.3公里）。